# Pseudomugil majusculus
Pseudomugil majusculus is een  straalvinnige vissensoort uit de familie van blauwogen (Pseudomugilidae). De wetenschappelijke naam van de soort is voor het eerst geldig gepubliceerd in 1984 door Ivantsoff & Allen.
De soort staat op de Rode Lijst van de IUCN als niet bedreigd, beoordelingsjaar 1996.